# Gyula Krúdy
Gyula Krúdy (Nyíregyháza, Hongarije, 21 oktober 1878 – Boedapest, Hongarije, 12 mei 1933) was een schrijver en journalist. Hij was een grootmeester van het moderne Hongaarse proza.
“De rijkdom van het leven behoorde hem toe. Die gave om alles anders dan de anderen te kunnen zien… De wereld waarvan hij droomt met de treurige, eenvoudige vrouwen, de provinciale kerels, de legendarische vorsten, die wereld wordt terstond sprookje en geschiedenis, verdwijnt met een zucht voor onze ogen…” Dezső Kosztolányi
Krúdy was medewerker van verschillende tijdschriften, waaronder Nyugat, het invloedrijkste Hongaarse literaire tijdschrift uit het begin van de twintigste eeuw (1908-1941). Hij werd pas echt beroemd en succesvol bij het grote publiek met zijn Szindbad-reeks en zijn in 1913 verschenen roman A vörös postakocsi (De rode postkoets). In 1899 trouwde hij met Bella Spiegler, een lerares die onder de naam Satanella schreef. Van haar scheidde hij en huwde met Zsuzsa Rózsa. Hij was een merkwaardige figuur in de Hongaarse literatuur van de twintigste eeuw. In hem manifesteerde zich een rijpe vorm van de late romantiek alsook van het modernisme, impressionisme en realisme. Hij analyseerde in een opmerkelijke, uiterst persoonlijke stijl maatschappij en ziel.

## Biografie
Krúdy's vader, Krúdy Gyula sr., behoorde tot de Hongaarse gentry. Zijn moeder, Julianna Csákányi, was van boerenkomaf. Pas na de geboorte van hun tiende kind, in 1895, trouwden zij. De latere schrijver was de oudste van de kinderen. Hij ging naar de lagere school (1883-1887) in zijn geboortestad. Later ging hij in Szatmarnémeti (thans Satu Mare in Roemenië) (1887-1888), Podolin (1888-1891) en ook in Nyíregyháza (1891-1895) naar de middelbare school. In 1892 richtte hij samen met een studiegenoot het persbureau van Nyíregyháza op. In dat jaar verscheen zijn eerste novelle bij de Szabolcsi Szabadsajtó (vrije pers van Szabolcs). In 1893 maakte hij voor het dagblad Pesti Napló een reportagereeks over een hypnose-tragedie. In juni 1895 behaalde hij zijn middelbareschooldiploma. Korte tijd was hij in Debrecen en later in Nagyvárad (thans Oradea in Roemenië) journalist, bij respectievelijk de kranten Debreceni Ellenőr enSzabadság. In mei 1896 verliet hij Nagyvárad, keerde terug naar huis en verhuisde vervolgens naar Boedapest. In september won hij de eerste prijs in de verhalenwedstrijd van het tijdschrift Képes Családi Lapok. In 1897 verschenen maandelijks zeven à acht verhalen. Hij werkte bij de dagbladen Egyetértés en Fővárosi Lapok. Hij was nog geen twintig, toen zijn eerste bundel met korte verhalen verscheen, Üres a fészek (Het nest is leeg).
Op 27 december 1899 trouwde hij met Bella Spiegler. In 1900 werd hun zoon Gyula geboren, in 1902 hun dochter Ilona en in 1907 hun dochter Mária. In 1914, bij het uitbreken van de oorlog, verhuisde hij tijdelijk terug naar zijn familie in Nyíregyháza. Op het platteland verzamelde hij abonnees voor de door Singer en Wolfner geplande uitgave van zijn verzameld werk. In 1916 won hij de literaire Frans Jozef-prijs. In 1918 verhuisde hij naar het Margiteiland in Boedapest. In 1919 schreef hij een grote reportage over de grondverdeling in Kápolna en nam hij actief deel aan de Asterrevolutie. Hij scheidde van zijn eerste vrouw en trouwde met Zsuzsa Rózsa. Samen kregen zij een dochter, Zsuzsanna (1919-1992).
In 1920-21, na de val van de Radenrepubliek, begon de pers een hetze tegen hem. Financieel kreeg hij het steeds moeilijker, zijn werken werden nog zelden gepubliceerd. In 1925 werd zijn 25-jarige schrijverschap gevierd. Hij zocht opnieuw mensen die wilden intekenen, deze keer voor de door Athenaeum geplande tiendelige verzameling van zijn werken, zonder veel succes echter. Hij bezocht de Hongaarse schrijver Lajos Hatvany in Wenen.
In 1926-27 stortte hij in als gevolg van een al minstens tien jaar aanslepende ziekte en werd in het Liget-sanatorium opgenomen. Hij leed aan een organische hartkwaal, ademde moeilijk en had een zieke maag, lever en longen. Hij verzamelde historische gegevens voor zijn ’Három király’ (’Driekoningen’). In 1928-29 werd ter ere van zijn vijftigste verjaardag een Krúdy-avond gehouden op de radio, de tiendelige verzameling van zijn werk verschijnt in een nieuwe uitgave. In de zomer kreeg hij een beroerte, waarvan hij relatief snel herstelde. Onder het mom van de economische problemen tijdens de grote depressie werden zijn boeken niet langer gepubliceerd.
Op 18 januari 1930 won hij de Baumgarten-prijs maar toen zat hij al diep in de schulden. Zijn bundel ‘Az élet álom’ (‘Het leven is een droom’) moest hij in eigen beheer uitgeven. Hun woning op het residentiële Margiteiland verlieten ze en op 28 mei verhuisde hij met zijn gezin naar een arme wijk in Boedapest.
In 1931-32 leefde hij in armoede. Hij raakte opnieuw aan de drank. Hij kreeg 250 pond cadeau van lord Rothermere. In juni 1932 lieten zijn schuldeisers hem bankroet verklaren. Op het eind van de zomer werd hij opnieuw in het ziekenhuis opgenomen, hij leed erg, maar hij herstelde min of meer en keert terug naar huis.
In de lente van 1933 werd hij steeds zieker. Zijn hart, zijn maag en zijn lever beginnen te begeven. Hij krijgt een evictiebevel, de elektriciteit werd afgesloten. Hij had een achterstallige huur van 360 pengő. Hij kon zijn rekeningen niet betalen en werd door deurwaarders lastiggevallen. In de vroege ochtend van 12 mei stierf hij op 55-jarige leeftijd. Aan zijn begrafenis nam geen enkele vertegenwoordiger van het officiële Hongarije deel.

## Voornaamste werken

### Szindbád (Sindbad)
Een van Krúdys leeservaringen uit zijn jeugd was de oosterse verhaal- en novelleverzameling ’Duizend-en-een-nacht’. Als gevolg daarvan koos hij Sindbad als held van zijn novelles. Sindbad, de zeeman uit ’Duizend-en-een-nacht’: dikwijls verwijst hij zo naar de held van zijn novelles. De Sindbad van Krúdy erft van zijn voorganger diens levenswijze en rusteloosheid. Nergens voelt hij zich thuis. Aanvankelijk zijn de novelles ook vormelijk verwant met 'Duizend-en-een-nacht', later wordt het karakter echter steeds zelfstandiger. Hoewel Krúdy steeds heeft ontkend dat hij met de figuur van Sindbad een alter ego van zichzelf heeft gecreëerd, houdt de literatuurkritiek wel vast aan die mening vooral wegens de duidelijke autobiografische elementen en de zelfkritische, ironische opmerkingen van het hoofdpersonage, die goed Krúdys houding weerspiegelen. 
De Sindbad uit de vroege novelles zoekt de vrouwen op van wie hij hield, hij wil het verleden herbeleven dat hij, terugblikkend, als mooi beschouwt in vergelijking tot het heden dat voor hem niets aantrekkelijks bezit. Hij heeft in zijn leven al alles beleefd wat een mens maar kan beleven. „Hij is rijk geweest en hij is arm geweest. Hij heeft jonge maar ook rijpe vrouwen liefgehad. Hij heeft de beste wijn gedronken, en hij heeft zonder een cent rondgezworven. Hij is zo gezond als een vis geweest, en hij is ziek en droevig geweest… Hij heeft de dood gezien, hij heeft geboortes gezien, huwelijken, scheidingen en moorden in het bos…” (uit Szindbád második útja (Sindbads tweede reis)). Zijn herinneringen van het verleden en zijn huidige ervaringen vermengen zich, in de stadjes lopen de tijdlagen in elkaar over „alsof de tijd was blijven stilstaan”. Met zijn reis vlucht en zoekt Sindbad tegelijkertijd: hij vlucht voor de uitzichtloosheid van het leven en verlangt naar het nieuwe, hij speelt de grote acteur in zijn romantische rollen, liegt tegen vrouwen maar raakt steeds ontgoocheld. Het verleden kan hij niet terugbrengen, bovendien komt hij er op zijn reis regelmatig achter dat dat verleden helemaal niet zo mooi was als in zijn herinneringen. Sindbad probeert uit alle macht het leven mooi te maken, hij wendt zich tot culinaire genietingen, maar ondanks al zijn pogingen wordt het leven steeds troostelozer. Krúdy geeft in zijn Sindbad-novelles uitdrukking aan de decadente gevoelens van zijn maatschappelijke klasse, de gentry: „Er is amper een ironischer en meer gedesillusioneerd schrijver te vinden dan de Krúdy van rond 1910, toen hij beter dan gelijk wie het spookachtige verleden van een historische, Hongaarse klasse en de atmosfeer van zijn toekomst en ondergang uitdrukte en beschreef”.[1] De Sindbad-novelles geven een ironische kritiek op de adellijke wereld die zich in zijn eigen verleden begraaft en niet in staat is zich nog verder te ontwikkelen.

### Hét Bagoly (Zeven uilen)
De roman situeert zich aan het eind van de negentiende eeuw en leidt zijn lezer rond in de toenmalige kroegen van Pest, meer bepaald in de oude binnenstad en de wijk Ferencváros. En in de geschiedenis van de jonge schrijftalenten en diegenen die nog in het oude verleden leven. Er is niet echt een epische handeling. Het boek bestaat uit een reeks novelles, een serie impressionistisch-romantische sfeerbeelden. Het hoofdpersonage, Józsiás, de jonge schrijver (een ander, realistischer alter ego van de auteur dan Sindbad) – en de oude advocaat, Guszti Szomjas, die herinneringen ophaalt aan de „nieuwe” Hongaarse literatuur, die in de jaren ’70 aan het ontluiken was in wat toen nog het kleine Pest was. Het boek biedt meer en rijkere informatie over de Hongaarse literatuurgeschiedenis van het eind van de negentiende eeuw dan gelijk welk academisch handboek. Er staan gegevens, namen en ook korte biografieën van bekende maar ook van reeds toen vergeten schrijvers in vermeld. Elk hoofdstuk schetst een tegelijkertijd impressionistisch en realistisch beeld van enkele van de toenmalige wijken van Pest of van de winterse, dichtgevroren Donau. Het hele boek is doordrongen van een ietwat droeve sprookjesmelodie die misschien droevig is omdat je erachter de schermen van de verhalen kunt kijken. De liefdesavonturen van Józsiás zijn tragikomisch; de oorzaak van zijn ongeluk zijn vrouwen (die hij ongelukkig maakt), en aan de zijde van zijn ware liefde, terwijl hij voor een krant de astrologische berichten schrijft, Áldáska vindt hij eerder asgrauwe verveling dan leven.

### Asszonyságok díja (Damesdag)
Damesdag is Krúdys vreemdste roman, die door het gebruik van verschillende literaire technieken leest als een hedendaags, postmodern werk, dat op verschillende manieren kan geïnterpreteerd worden. "De demon die over de hele wereld heerst, kwam op een dag naar Pest en vond in het huis van een begrafenisondernemer een schuilplaats” – dat is de eerste zin van de tekst. Die zet onmiddellijk de basistoon ervan neer: een tijdsbeeld in een lyrische, zelfs fantastisch realistische stijl. "Een hoofdstuk waarin dames en heren komen en gaan als de kaarten in de handen van een waarzegster" – schrijft hij elders bij wijze van inleiding. Het hoofdpersonage van de roman, János Czifra, is een begrafenisondernemer, die op een dag zijn eigen droom ontmoet. De Droom is zijn alter ego, een solide, deugdelijke vakman, die de vorm van een vredige burger aanneemt en de begrafenisondernemer overal doorheen Ferencváros (een wijk in Boedapest) begeleidt. De belangrijkste plaats van handeling wordt al snel een huis van lichte zeden waar de lezer de vreemdste en toch ook alledaagse figuren leert kennen. Het zijn niet de gebeurtenissen maar wel de lange en oogverblindende volzinnen van de schrijver die deze bij tijd en wijle bizarre geschiedenis tot een groot kunstwerk maken.
De vervlochten structuur geïnspireerd op de vertelwijze van Arabische sprookjes verbindt verschillende verhaallijnen tot één geheel. De episodes spelen vooral in de wijk Ferencváros en vullen elkaar aan, maar zijn soms ze ook met elkaar in tegenspraak en betrekken op die manier de lezer bij de chaos van menselijke ellende en menselijk ongeluk. De begrafenisondernemer en zijn betere zelf, de Droom, zien dankzij de morbide figuur van de „drieduizend jaar oude vrouw” de afschuwelijke misdaden die de beschaving door de eeuwen heen heeft opgestapeld. Na de verschijning van een verlangende oude man verandert de lelijke oude feeks voor hun ogen in een bloeiende jonge vrouw.
In de belangrijkste lijn van het verhaal volgen we de ontwikkeling van het lot van Natália, een alleenstaand hoogzwanger meisje. Haar toestand weerhoudt mannen er niet van haar als doel van hun verlangens te kiezen. Tijdens de lange bevalling herinnert zij zich haar gelukkige jeugd. Die herinnering wordt plots onderbroken door het besef van de harde realiteit: haar eenzaamheid en de verachting waarmee ze telkens weer te maken krijgt. In een volgende episode vervlecht de schrijver zijn eigen bohemienleven met het verhaal. De episode over Mijnheer Dubli en zijn geliefde Margit biedt een moderne lering over de onberekenbaarheid van drift en begeerte. Op het einde van de verhalenreeks keren we terug naar de bevalling van Natália. De onmetelijke eenzaamheid en het onbeschrijflijke leed van het meisje verbeelden de geboorte en ondergang van elk mens. De ongelukkige jonge vrouw sterft tijdens de bevalling. De begrafenisondernemer adopteert het weeskind.

## Publicaties (selectie)
- Üres a fészek (Het nest is leeg, 1897), eerste verhalenbundel
- Az aranybánya (De goudmijn, 1900), roman
- A podolini kísértet (Het spook van Podolin, 1906), roman
- Szindbád ifjúsága és utazásai (Jeugd en avonturen van Sindbad, 1911), verhalen
- Francia kastély (Het Franse kasteel, 1912), roman
- A vörös postakocsi (De rode postkoets, 1913), roman
- Palotai álmok (Paleisdromen, 1914), roman
- Szindbád: A feltámadás (Sindbad: de verrijzenis, 1915), verhalen
- Aranykéz utcai szép napok (1916), verhalen
- Őszi utazások a vörös postakocsin (Herfstreizen in de rode postkoets,1917), regény
- Napraforgó (Zonnebloem, 1918), roman
- Asszonyságok díja (Damesdag, 1919), roman
- N. N. (1920), roman
- Mit látott Vak Béla szerelemben és bánatban (Wat zag Bela de Blinde in liefde en verdriet, 1921), roman
- Nagy kópé (Grote kapoen, 1921), roman
- Hét bagoly (Zeven uilen, 1922), roman
- Az utitárs (De reisgezel, 1922), roman
- Valakit elvisz az ördög (De duivel neemt iemand mee, 1928), roman
- Boldogult úrfikoromban (In mijn jeugd zaliger,1930), roman
- Az élet álom (Het leven is een droom, 1931), verhalen
- A kékszalag hőse (De held van het blauwe lint, 1931), roman
- A tiszaeszlári Solymosi Eszter (Eszter Solymosi uit Tiszaeszlár,1931), roman
- Purgatórium (Purgatorium, 1933), novelle
- Rezeda Kázmér szép élete (Het mooie leven van Kázmér Rezeda, 1933), roman

## In Nederlandse vertaling
- Sindbads droom, vert. Anikó Daróczi en Ellen Hennink, 2010. ISBN 9789055155804